# Philippe Coindreau
Philippe Coindreau, né le 12 juin 1959 à Toulon, est un militaire français. Amiral, il est major général des armées du 1er septembre 2016 au 31 août 2018.

## Biographie

### Origine et formation
Philippe Coindreau est fils et petit-fils d'officier de marine. Il entre  à l'École navale en septembre 1979. 

### Carrière militaire
Après la session de formation des officiers sur le porte-hélicoptères Jeanne d'Arc, et sur le croiseur Colbert, il choisit la spécialité de pilote de l'aéronavale.  En juillet 1984, il est qualifié pilote de l'Aéronavale. Il participe à l'opération Silure du Gabon (1985) ; en août 1986, il est affecté à l'escadron de 22F comme un commandant de bord ; il est en mission à Djibouti en août 1987 (opération Prométhée). De novembre à décembre 1988, il est en mission au Tchad (opération Epervier). 
De 1989 à 1993 il exerce diverses fonctions d'instructeur et de formateur : instructeur à bord de la Jeanne d’Arc , contrôle de niveau d’entraînement des équipages de patrouille maritime à la cellule Entraînement de la patrouille maritime à Nîmes-Garons.
Après avoir été breveté d'enseignement militaire supérieur 1996 en 1996, il commande  la flottille 23F, basée à Lann-Bihoué jusqu'en 1998. En septembre 1998 il rejoint l’état-major tactique de l’amiral commandant la Force d’action navale. Il participe alors à diverses missions : en 1999 opération Trident en Adriatique lors du conflit au Kosovo ; en 2000, dernière campagne du Foch lors de la mission Myrrhe. En avril 2001, il est nommé commandant de la frégate furtive Surcouf basée à Toulon. Il participe de février à mai 2002 à l’opération Héraclès au large des côtes iraniennes et pakistanaises.
Philippe Coindreau est auditeur de la 55e session du Centre des hautes études militaires et la 58e session de l’Institut des hautes études de défense nationale (2005-2006),. Il est ensuite chargé de mission et chef du cabinet du secrétaire général pour l'administration du ministère de la défense de juillet 2006 à août 2009.
Promu contre-amiral le 1er septembre 2009, il est nommé adjoint au commandant de la force aéromaritime de réaction rapide, adjoint au commandant de la force d'action navale pour la préparation opérationnelle des états-majors de force. 
Il commande la force navale européenne dans le cadre de l’opération Atalante d’août à décembre 2010,, puis la Task Force 473 (constituée notamment du Charles de Gaulle et de son groupe aéronaval) du 20 mars au 24 août 2011, dans le cadre de l'opération Harmattan, volet français de l’opération internationale Unified Protector en Libye. Le 1er août 2011, il est nommé commandant de la force aéromaritime de réaction rapide et adjoint au commandant de la force d'action navale pour la préparation opérationnelle des états-majors de force. Il est promu vice-amiral le 1er juillet 2012
Élevé aux rang et appellation de vice-amiral d'escadre le 2 septembre 2013, il est nommé à la même date amiral commandant la Force d'action navale (ALFAN),. Il est ensuite nommé sous-chef d’état-major « performance » (SC-PERF) de l’état-major des armées le 1er septembre 2015,.

### Major général des armées
Le 1er septembre 2016, Philippe Coindreau est nommé major général des armées et élevé aux rang et appellation d'amiral, ce qui fait de lui le « numéro 2 » de l'armée française, second dans l’ordre hiérarchique après le chef d'état-major. Il succède au général d'armée aérienne Gratien Maire.
Il fait ses adieux aux armes le 31 août 2018 à Paris, dans la cour d’honneur de l’hôtel national des Invalides. Il est admis en 2e section à compter du 1er septembre 2018

## Grades militaires
- 1er août 1995 : capitaine de frégate[19].
- 1er novembre 2001 : capitaine de vaisseau [20].
- 1er septembre 2009 : contre-amiral[6].
- 1er juillet 2012 : vice-amiral[11].
- 2 septembre 2013 : vice-amiral d'escadre[12].
- 1er septembre 2016 : amiral[16].

## Décorations
|  |  |  |
|  |  |  |
|  |  |  |
|  |  |  |

### Intitulés
- Commandeur de  l'ordre national de la Légion d'honneur en 2013[21] (officier en 2007[22], chevalier en 1998[23]).
- Grand officier dans l'ordre national du mérite en 2017[24] (chevalier en 1995[24]).
- Croix de la Valeur militaire avec étoile de bronze.
- Officier de l'Ordre du mérite maritime[25] .
- Croix du Combattant.
- Médaille de l'Aéronautique.
- Médaille d'Outre-Mer.
- Médaille de la Défense nationale (échelon or).
- Médaille commémorative française.
- Médaille de l'OTAN pour l'Ex-Yougoslavie.
- Médaille de l'UE pour l'opération Artémis.
- Médaille de l'OTAN pour le Kosovo.
- Brigadier d'honneur de l'ALAT (2011)[26].

## Publications
- Préface de Jean-Michel Roche, La marine dans la guerre de Libye, 2013.
- « L’intervention militaire française en Libye »[27].